# 鬍鬚張
鬍鬚張股份有限公司（英語：Formosa Chang Co., Ltd）是一家臺灣餐飲連鎖企業，以魯肉飯而知名。截至2021年，在臺灣各地計有69家分店，另在日本石川縣有2家分店。

## 歷史沿革
「鬍鬚張」的店名來自創始者張炎泉因忙於工作而疏於整理鬍鬚，老顧客就暱稱他為「鬍鬚張」。
1960年8月，生於雲林縣六市的張炎泉在臺北市民生西路台北市警察局雙連派出所對面路邊擺設攤販，販賣魯肉飯、滷豬腳等臺灣傳統小吃（俗稱的路邊攤生意），當時沒有店名。
1971年1月，張炎泉將攤子遷到台北圓環附近的臺北市寧夏路64號，由於口碑不錯，生意日益興隆，張炎泉每日忙於工作而疏於整理鬍鬚，所以較為親近的常客便以其醒目的鬍鬚暱稱張炎泉為「鬍鬚張」，「鬍鬚張」也逐漸成為張炎泉攤位的稱呼。
1969年，張炎泉長子張永昌自臺北縣三重初級中學畢業後隨即與父親一同擺攤。
1988年，成立公司。
2008年，設立中央廚房。
2012年，中央廚房擴建，總部搬遷至新北產業園區。
2014年，企業識別系統改為現今樣式。
2018年11月，新企業總部大樓開工。
2022年11月，搬遷至新企業總部大樓。

## 外部連結
- 鬍鬚張魯肉飯 （页面存档备份，存于）（中文）（日語）（英文）
- 鬍鬚張購物網 （页面存档备份，存于）
- ひげ張魯肉飯 - 佛子園 - （页面存档备份，存于）（日語）
- 台灣公司資料 （页面存档备份，存于）
- 鬍鬚張的Facebook專頁
- 鬍鬚張的Instagram帳戶
- YouTube上的鬍鬚張料理小幫手頻道